# Université de Montréal
Université de Montréal (UdeM; franskt uttal: [ynivɛʁsite də mɔ̃ʁeal]) är ett offentligägt kanadensiskt universitet. Det har säte i staden med samma namn i provinsen Québec.

## Översikt
Den här franskspråkiga institutionen omfattar 16 fakulteter och, över 60 ämnesinstitutioner och två anknutna skolor – École Polytechnique (teknisk högskola) och HEC Montréal (handelshögskola). Den erbjuder drygt 650 olika studieprogram, inklusive 71 doktorsprogram. The Times Higher Education World University Rankings of 2014-2015 rankar UdeM på 113:e plats (femte i Kanada), i sin presentation av världens olika universitet. Université de Montréal placerade sig på 83:e plats i Quacquarelli Symonds internationella rankning vad gäller grundstudenter för år 2014–2015.

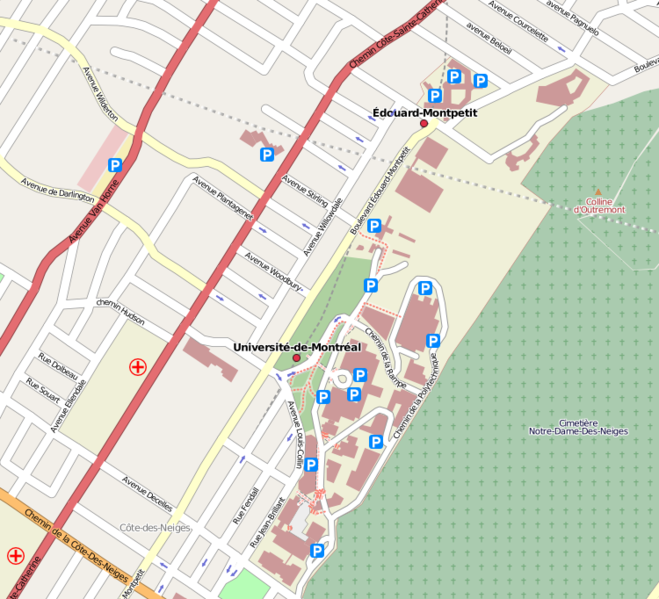
Karta över universitetets campus vid Mont Royal.

Universitetet har provinsen Québecs största mängd forskningsanslag och den tredje största av alla Kanadas universitet. 2011 motsvarade detta 524,1 miljoner kanadensiska dollar tilldelade till forskningsprojekt vid mer än 150 forskningsplatser. Fler än 55 000 studenter deltar i olika grund- och fortsättningsprogram, vilket gör universitetet till det näst största i Kanada räknat på antalet studenter.

## Historik

### Tidiga år
Som institution grundades universitet 1878. Det var året då Université Laval, hemmahörande i staden Québec, etablerade en Montréal-filial som blev känt som Université de Laval à Montréal.
Vissa delar av institutionens utbildningslokaler hade redan etablerats i staden under namn, sedan 1843 respektive 1876.
1889 tilldelade Vatikanen universitetet viss administrativ självständighet, och det fick lov att utnämna sina egna professorer och fördela examina på egen hand. Det var dock först 8 maj 1919 som Benedictus XV tillerkände universitetet full autonomi. Därigenom blev det ett självständigt katolskt universitet med sitt nuvarande namn.
Vid universitets bildande fanns mindre än 100 inskrivna studenter vid dess tre fakulteter – i teologi, juridik och medicin. Universitetet var vid denna tid beläget i Gamla Montréal.

### Utveckling

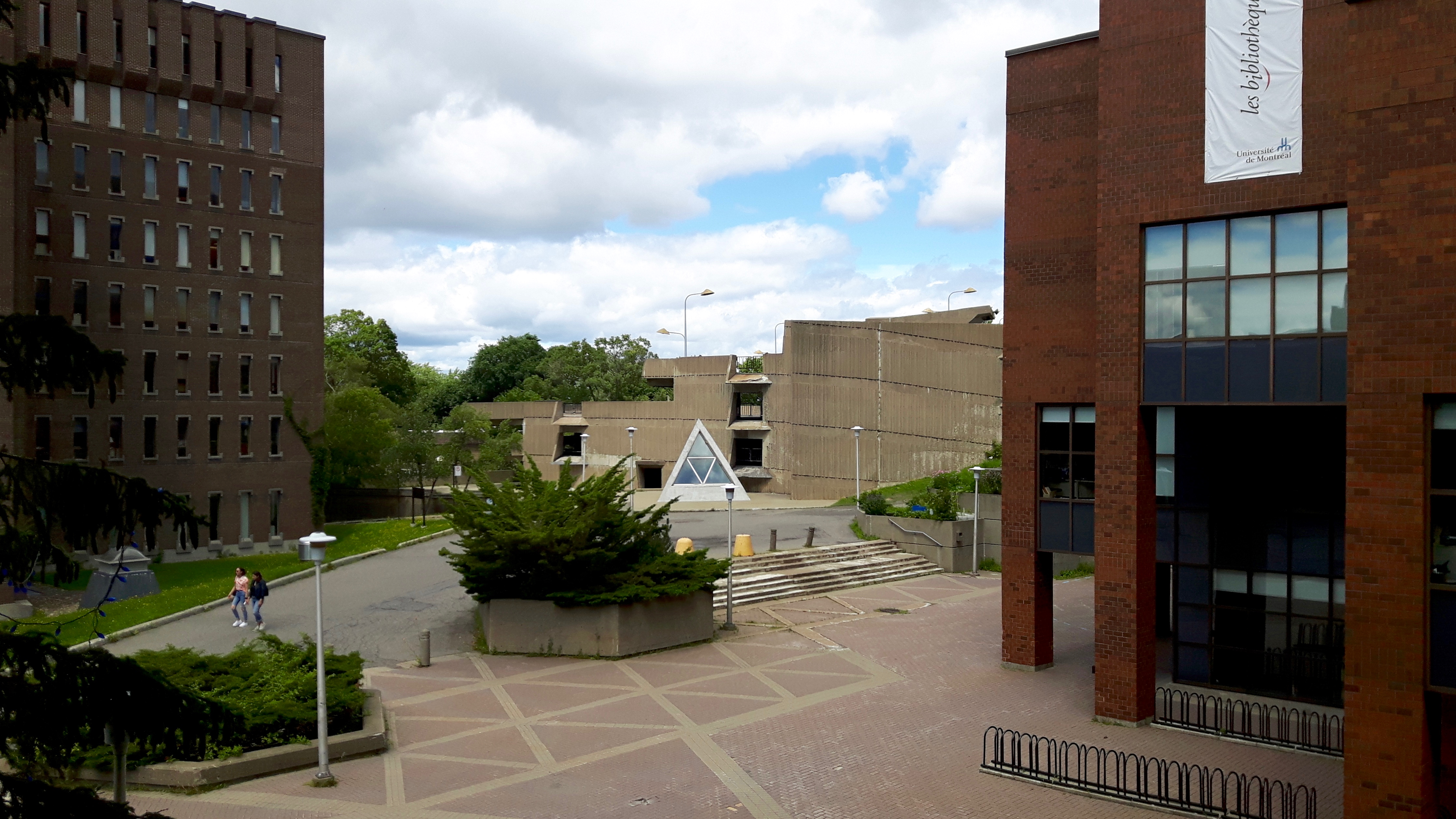
Campus vid Mont Royal

Sedan 1943 har universitetet sitt huvudsakliga campus vid Mont Royal, numera på en yta av 65 hektar. 1967 släpptes kopplingen till katolska kyrkan, och Université de Montréal blev en sekulär utbildningsinstitution.
2016 fanns totalt 67 542 studenter vid Université de Montréal. Universitetet är utspritt på flera olika campus, inklusive i Laval och Longueil i närregionen samt i Saint-Hyacinthe och Trois-Rivières (campus "Mauricie"). 
Université de Montréal placerade sig 2020 på 137:e plats i QS Universitetsvärldsrankning över världens bästa universitet.